# Lalla Castellano
Lalla Castellano, pseudonimo di Milka Castellano (Candela, 4 aprile 1948), è una cantante e flautista italiana.

## Biografia
Frequenta l'Istituto Tecnico Commerciale Statale e, in seguito, il Conservatorio Giuseppe Verdi a Milano, dove intraprende gli studi vocali e musicali (flauto traverso).
Sempre accompagnata e diretta dal fratello Pasquale, Lalla inizia giovanissima nel 1962 a cantare per diletto nelle sale da ballo con orchestre jazz ed a partecipare ai primi concorsi musicali a Milano;  viene notata, per la sua vocalità dalla autrice di testi Misselvia e dal maestro Franco Moioli, e quindi proposta alla casa editrice Francis Day di Giuseppe Gallazzi.
Inizia ad incidere con la Decca Records, che nel 1964 la fa debuttare con il brano Mi piace la gente, scritto da Rinaldo Prandoni, con cui partecipa al primo Festival delle Rose, organizzato e diretto da Mario Minasi presso l'Hilton Hotel di Roma e presentato da Corrado Mantoni.
L'anno successivo partecipa a Un disco per l'estate con il brano Felici fino a quando di Misselvia e Franco Moioli, e poi nello stesso anno al IV Cantagiro, organizzato da Ezio Radaelli, nel girone B riservato ai giovani, con Pupa ye ye, ottenendo un buon successo di pubblico e di stampa.
Si esibisce in numerose trasmissioni radiofoniche della Rai con l'orchestra di Gorni Kramer, Pino Calvi, Gino Poltronieri, Santino Palumbo, ed altri.
Si esibisce in Germania, Austria e in Svizzera con l'orchestra di Radio Lugano diretta dal Maestro Robbiani; è presente in molte trasmissioni televisive italiane tra cui La fiera dei sogni e La prova del nove, ma il successo televisivo più rilevante lo ottiene con Settevoci, il programma condotto da Pippo Baudo, in cui vince molte puntate nel 1967 e nel 1968.
Nello stesso anno cambia casa discografica e passa alla Equipe ed incide altri 45 giri. Partecipa ad una tournée teatrale (testi di Paolini, Silvestri, Baudo, musiche ed arrangiamenti del Maestro Luciano Fineschi).
Nel 1970 abbandona la musica leggera e si ritira a vita privata.

## Discografia parziale

### 45 giri
- 1964: Non ci credere/Non posso farci niente (Decca Records, fi 702)
- 1964: Mi piace la gente/Parleranno di me (Decca Records, fi 703)
- 1965: Felici fino a quando/...e noi che figli siamo (Decca Records, fi 706)
- 1965: Pupa ye ye/Siamo in vacanza (Decca Records, fi 707)
- 1967: Non può cambiare il mondo/È ora di dire la verità (Equipe, EQ 0104)
- 1967: Un grande abbraccio/Ciò che è giusto per noi (Equipe, EQ 0108)
- 1968: Un pensiero...una lacrima/Un ragazzo qualunque (Equipe, EQ 0122)